# Emperadriu Zhen (Cao Fang)
En aquest nom xinès, el cognom és Zhen.
L'Emperadriu Zhen (morta el 251), nom personal desconegut, formalment coneguda com a Emperadriu Huai (懷皇后; literalment: "L'Emperadriu Amable-Però-Morta-Aviat"), va ser una emperadriu de Cao Wei durant el període dels Tres Regnes de la història xinesa. Ella va ser la primera esposa de Cao Fang, el tercer governant de Cao Wei.
No es coneix molt sobre ella, a part que el seu avi, Zhen Yan (甄儼), va ser un germà de la mare del pare adoptiu de Cao Fang, Cao Rui, l'Emperadriu Zhen Wenzhao. Cao Fang la va crear emperadriu en el 243. Ella va morir en el 251 i va ser enterrada amb els honors d'una emperadriu. (La raó per la qual el seu nom pòstum va ser d'un caràcter en lloc de dos es devia al fet que el seu marit va ser deposat finalment en el 254, i mai per tant va rebre un nom imperial a títol pòstum; els costums de l'època en general dictaven que el nom pòstum de l'emperadriu portés a un caràcter dels seus marits ".)